# Jade Ramsey
Jade Nicole Ramsey (Bournemouth, 10 febbraio 1988) è un'attrice britannica.

## Vita privata
Ha una sorella gemella, Nikita. Suo fratello minore Guy si è suicidato il 24 febbraio 2009 dopo aver sofferto di depressione.

## Filmografia

### Cinema
- X-Men 2 (X2), regia di Bryan Singer (2003)
- La fiera della vanità (Vanity Fair), regia di Mira Nair (2004)
- Che pasticcio, Bridget Jones! (Bridget Jones: The Edge of Reason), regia di Beeban Kidron (2004)
- Gamer, regia di Mark Neveldine e Brian Taylor (2009)
- Soul Fire Rising, cortometraggio (2009)
- The Myth of the American Sleepover, regia di David Robert Mitchell (2010)
- All About Evil, regia di Joshua Grannell (2010)
- Svetlana and Ivanka II: American Icon, regia di Suzanne May e Elizabeth Sandy, cortometraggio (2010)
- Baby Monitor, regia di Jocelyn Jansons, cortometraggio (2011)
- Chromeskull: Laid to Rest 2, regia di Robert Hall (2011)
- A Haunting at Silver Falls, regia di Brett Donowho (2013)
- The Sex Trip, regia di Anthony G. Cohen (2016)
- A Haunting at Silver Falls 2, regia di Teo Konuralp (2019)
- Stan the Man, regia di Steven Chase (2020)

### Televisione
- Mad Men – serie TV, episodio 1x09 (2007)
- Teen Nick (2007)
- Zoey 101 – serie TV, 1 episodio (2008)
- Movie Mob – serie TV, 32 episodi (2007-2009)
- The Romantic Foibles of Esteban – serie TV, 1 episodio (2009)
- Anubis (House of Anubis) – serie TV, 145 episodi (2011-2013)
- I Feel Bad – serie TV, 1 episodio (2018)
- Star Trek: Picard – serie TV, episodi 1x09-1x10 (2020)

## Doppiatrici italiane
Nelle versioni in italiano dei suoi film, Jade Ramsey è stata doppiata da:
- Debora Magnaghi in Anubis[3]